# Taphon

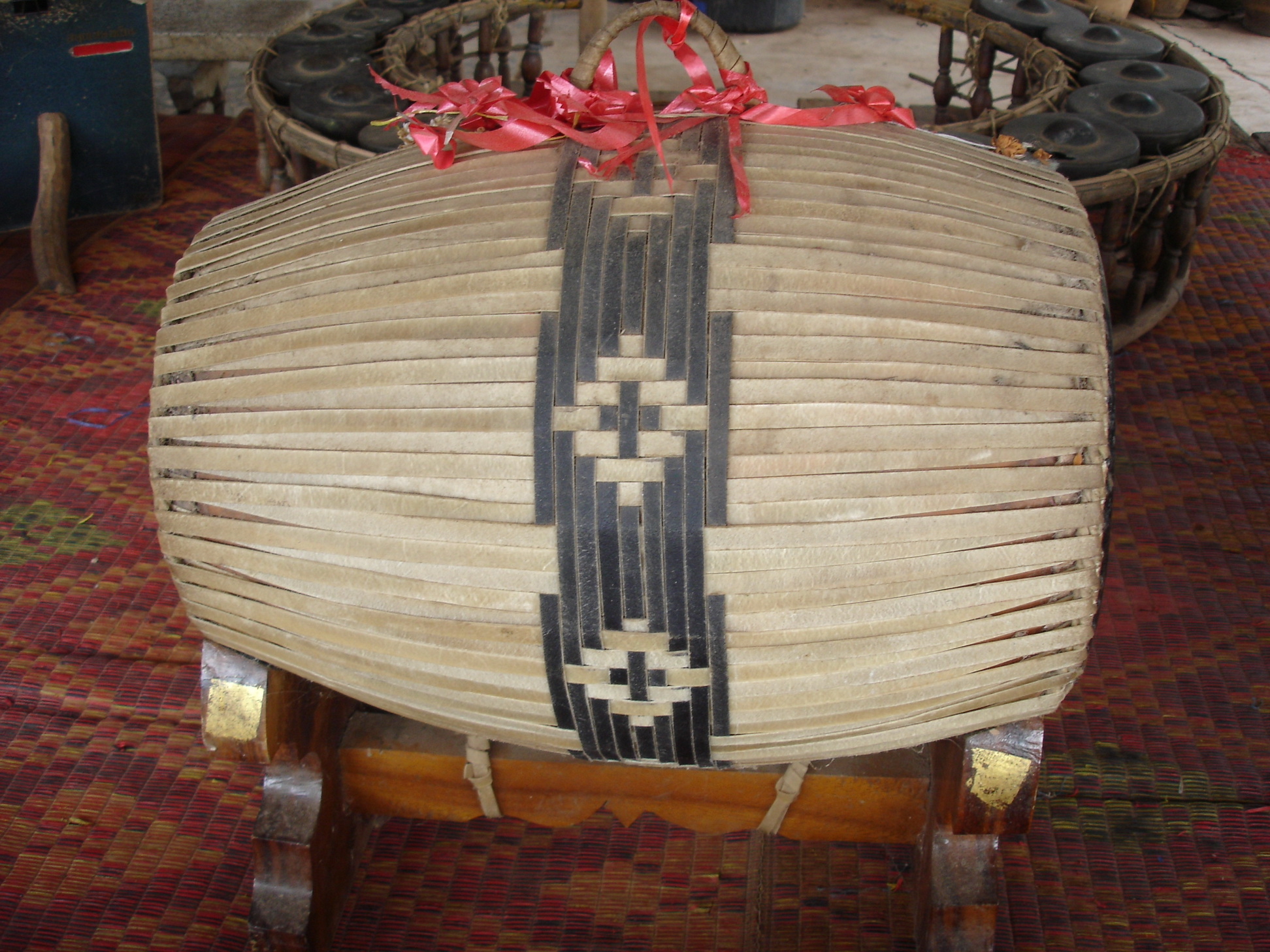
Taphon

Taphon, auch tapone (Thai ตะโพน) ist eine zweifellige, waagrecht gespielte Fasstrommel, die in der klassischen thailändischen Musik verwendet wird.
Die beiden Membranflächen mit 22 und 25 Zentimetern Durchmesser werden mit den Handflächen und Fingern bespielt. Häufig trägt die Trommel in der Korpusmitte ein gewebtes Muster als Verzierung. 
Die ursprünglich aus Indien stammende taphon wird fast ausschließlich im klassischen thailändischen Orchester für Blas- und Schlaginstrumente, dem Pi Phat, benutzt. Mit diesem Orchester begleitet sich die Tanzdramen Khon und Lakhon sowie das Schattenspiel Nang Yai. Sie genießt eine quasi religiöse Wertschätzung, wird daher in einem Holzgestell etwas erhöht aufgestellt und erhält Opfergaben. 
Nach Form und Funktion ähnliche Trommeln sind die kong saphon in Laos, die kambodschanische (skor) sampho und die javanische kendang.